# Anaid Iplicjian
Anaid Iplicjian (Berlijn, 24 oktober 1935) is een Duitse actrice en presentatrice.
Haar familie komt uit Armenië.

## Leven
Anaid Iplicjian volgde een opleiding op het Mozarteum in Salzburg, waar ze werd opgeleid tot actrice. Haar toneeldebuut maakte ze in het Theatre in Klagenfurt. Verder stond ze nog op verschillende andere podia, voornamelijk in Duitsland.
Bij het grote publiek werd Iplicjian bekend toen ze in 1957 de tweede editie van het Eurovisiesongfestival presenteerde. Dit vond plaats in Frankfurt am Main. Vervolgens speelde ze nog mee in enkele televisieseries, waaronder Derrick, en toneelstukken. In 1990 ontving ze de Curt Goetz-Ring.
Sinds 2000 is Anaid Iplicjian gestopt met haar televisiewerk. Alleen in 2004 was ze nog even op televisie te zien, toen ze een kleine rol speelde in de serie SOKO 5113.

## Werk
Enkele toneelstukken waarin Iplicjian te zien was:
- Cyprienne
- Mirandolina
- Hedda Gabler
- Die Gräfin von Rathenow
- Was ihr wollt
- Ein Sommernachtstraum
- Der Schwan
- Die Eingeschlossenen von Altona
- Ein idealer Gatte

## Filmografie (selectie)
- 1960: Eine Frau fürs ganze Leben
- 1961: Die Stunde, die du glücklich bist
- 1964: Wölfe und Schafe
- 1964: Tonio Kröger
- 1964: Nachtzug D 106
- 1965: Verhör am Nachmittag
- 1972: Eine Tote soll ermordet werden
- 1972: Der Kommissar – Blinde Spiele
- 1975: Sonderdezernat K1 – Doppelspiel
- 1975: Derrick – Paddenberg
- 1978: Der Alte – Erkältung im Sommer
- 1980: Derrick – Eine unheimlich starke Persönlichkeit
- 1981: Das Traumschiff: Dominikanische Republik
- 1983: Das Traumschiff: Kenia
- 1983: Der Trotzkopf
- 1984: Derrick – Das Mädchen in Jeans
- 1985: Ein Fall für zwei – Schwarze Zahlen
- 1989: Kommissar Klefisch – Ein Fall für Onkel
- 1992: Derrick – Ein merkwürdiger Privatdetektiv
- 1992: Die große Freiheit (televisieserie)
- 1993: Der große Bellheim
- 1993: Glückliche Reise – Portugal
- 1994: Rosamunde Pilcher – Karussell des Lebens
- 1997: Kommissar Schimpanski
- 2000–2003: Bei aller Liebe
- 2000: Altweibersommer
- 2001: Rosamunde Pilcher – Küste der Träume
- 2001: Tatort – Tot bist Du!
- 2003: Schlosshotel Orth – Junge Liebe
- 2003: Das bisschen Haushalt
- 2004: SOKO 5113 – Tot in der Presse
- 2009: Donna Leon – Wie durch ein dunkles Glas (televisieserie)